# 都市周报
《都市周报》是一份创刊于2007年4月12日的城市生活周报，为杭州《都市快报》的系列报。2016年起，报刊正式停刊。

## 历史
2010年1月，周报改版，版面增加至108版，一报三册。